# Bryan Konietzko
Bryan Konietzko is een Amerikaans animator en uitvoerend producent. Hij is een van de bedenkers van de animatieserie Avatar: De Legende van Aang. Hij heeft ook gewerkt als personageontwerper bij Film Roman voor Family Guy, als regieassistent voor Mission Hill en King of the Hill en als ontwerper voor de Nickelodeon-animatieserie Invader Zim. Konietzko heeft ook een band waarmee hij enkele albums heeft uitgebracht, waaronder Our Ancestor's Intense Love Affair en At Night, Under Artificial Light. 
Hij houdt online een fotodagboek bij, dat regelmatig wordt bijgewerkt. 
In een interview uit 2010 bevestigde Nickelodeon dat Bryan Konietzko en Michael Dante DiMartino (een van de andere bedenkers van Avatar: De Legende van Aang) een nieuwe serie voor de zender ontwikkelen, The Legend of Korra.